# Округ Донифан (Канзас)
Округ Донифан (енгл. Doniphan County) је округ у америчкој савезној држави Канзас. По попису из 2010. године број становника је 7.945. Седиште округа је град Трој.

## Демографија
Према попису становништва из 2010. у округу је живело 7.945 становника, што је 304 (3,7%) становника мање него 2000. године.
| Група             | 2000.         | 2010.         |
| Белци             | 7.775 (94,3%) | 7.282 (91,7%) |
| Афроамериканци    | 165 (2,0%)    | 243 (3,1%)    |
| Азијати           | 21 (0,3%)     | 16 (0,2%)     |
| Хиспаноамериканци | 96 (1,2%)     | 165 (2,1%)    |
| Укупно            | 8.249         | 7.945         |